# Heinkel He 49
Die Heinkel He 49 (HD 49) war ein einmotoriges Jagdflugzeug der Ernst Heinkel Flugzeugwerke von 1932. Sie konnte mit einem starren Fahrwerk mit geteilter Achse und Schleifsporn, aber auch mit Doppelschwimmern ausgerüstet werden.

## Geschichte
Das Jagdflugzeug HD 49a (Wnr. 371, Kennzeichen D-2363, später D-IREH) wurde 1931/32 als Einzelstück im Auftrag der Marine hergestellt. Die Flüge fanden ab dem November 1932 bei der Erprobungsstelle See in Travemünde und in der Erprobungsstelle Rechlin statt. Dort wurde das Flugzeug im Luftkampf sowohl mit dem Vorgängermuster Heinkel HD 38 als auch mit dem Jäger Arado Ar 65 verglichen und erprobt. Die HD 49 wurde jedoch vom Heereswaffenamt als „im Aufbau durchwegs sehr kompliziert und infolgedessen für den Serienbau absolut ungeeignet“ beurteilt, so dass keine weiteren Exemplare gebaut wurden. Die geforderte Vereinfachung wurde schließlich bei der Weiterentwicklung, der He 51, berücksichtigt.

## Technische Beschreibung
Das Flugzeug war ein einstieliger, verspannter Anderthalbdecker mit in Spannweite und Profiltiefe kleinerer unterer Tragfläche und mit Querrudern nur an der oberen Fläche. Der Rumpf bestand aus einem geschweißten Stahlrohrfachwerk mit rechteckigem Querschnitt und war im vorderen Teil bis zum Pilotensitz mit abnehmbaren Leichtmetallblechen verkleidet. Der restliche Teil wurde mit Holzleisten auf ovale Form gebracht und mit Stoff bespannt. Die gegeneinander und zum Rumpf hin verspannten Leitwerke waren stoffbespannte Metallgerüste. Alle Ruder hatten aerodynamischen und Massenausgleich.

## Allgemeine Daten

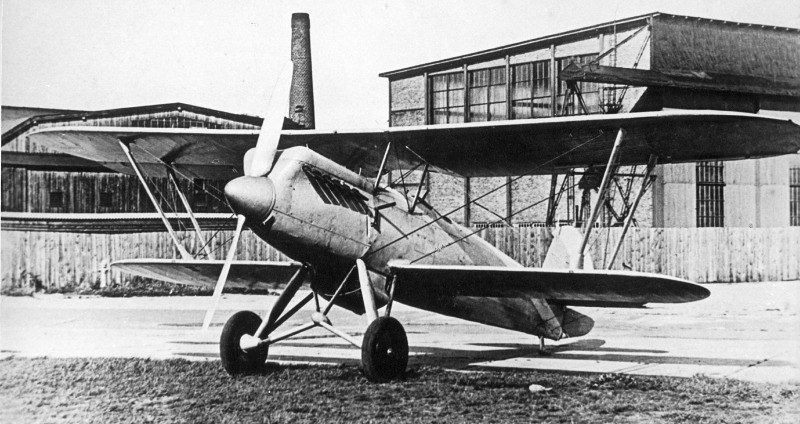
Die HD 49 mit Radfahrwerk

| Kenngröße             | Daten der Heinkel He 49a          |
| --------------------- | --------------------------------- |
| Besatzung             | 1                                 |
| Länge                 | 8,24 m                            |
| Spannweite            | oben: 11,00 m unten: 8,60 m       |
| Höhe                  | 3,20 m                            |
| Flügelfläche          | 27,20 m²                          |
| Flügelstreckung       | 7,1                               |
| Nutzlast              | 480 kg                            |
| max. Startmasse       | 1950 kg                           |
| Höchstgeschwindigkeit | 325 km/h                          |
| Dienstgipfelhöhe      | 8000 m                            |
| Reichweite            | 700 km                            |
| Triebwerke            | 1 × BMW VI mit 750 PS (551 kW)    |
| Bewaffnung            | 2 × starre 7,92-mm-MG 17 im Rumpf |